# Rafael Laguna de la Vera
Rafael Laguna de la Vera (* 11. Juli 1964 in Leipzig) ist ein deutscher Software-Unternehmer. Aktuell ist er als Direktor der Bundesagentur für Sprunginnovation  (SPRIND) tätig.

## Leben
Rafael Laguna de la Vera wurde in der damaligen DDR geboren. Da sein Vater Spanier ist, durfte die Familie 1974 in die Bundesrepublik ausreisen. Die Familie ließ sich in Bleche im Sauerland nieder. Nach Abitur und Zivildienst studierte er 1986 für einige Wochen Informatik an der Universität Dortmund. Im Jahr 1998 absolvierte er ein Management-Programm an der Harvard Business School. Rafael Laguna ist verheiratet und Vater von zwei erwachsenen Kindern.
Rafael Laguna gründete im Alter von 16 Jahren sein erstes Software-Unternehmen (Elephant Software), mit 21 programmierte er ein Kassensystem für die Getränkewirtschaft (dicomputer) und mit 31 verkaufte er seine erste Firma (micado).
Um die Jahrtausendwende arbeitete Laguna als Technologie-Investor, Interims-Manager und Berater für Venture Capital Fonds. Von 2001 bis 2004 war er an der Rettung und dem Verkauf der Nürnberger SUSE Linux an Novell beteiligt. Von 2003 bis 2006 engagierte er sich beim Neustart von Bäurer bis zur Veräußerung an die Sage-Gruppe.
Von 2008 bis 2020 leitete Laguna als CEO die Firma Open-Xchange, die er 2005 mitgegründet hatte. Das Unternehmen ist im Bereich Open-Source-Software für E-Mail und Office-Productivity tätig.
Im Jahr 2019 wurde er von der Bundesregierung zum Gründungsdirektor von SPRIND, der Bundesagentur für Sprunginnovationen der Bundesrepublik Deutschland, berufen. Mit dieser soll ein für Deutschland bisher einmaliger innovationspolitischer Ansatz zur Förderung von disruptiven Innovationen umgesetzt werden.
Laguna ist Gastdozent an mehreren Hochschulen und Mitgründungsgesellschafter der CODE University of Applied Sciences.